# Поцелуй навылет
«Поцелу́й навы́лет» (англ. Kiss Kiss, Bang Bang) — дебютный фильм Шейна Блэка в жанре чёрной комедии по роману Бретта Халлидея «Тела там, где ты их нашёл» (Bodies Are Where You Find Them). В 2006 году кинокартина получила 5 номинаций на премию «Сатурн»: за актёрские работы (Роберт Дауни-младший, Вэл Килмер, Мишель Монаган), лучшую музыку (Джон Оттман) и лучший приключенческий фильм, боевик или триллер.

## Сюжет
На вечеринке в Лос-Анджелесе Гарольд «Гарри» Локхарт (Роберт Дауни) рассказывает о последних событиях. В Нью-Йорке он убегает с места неудачной кражи со взломом, во время которой был застрелен друг Гарри. Гарри вынужден избегать полиции и случайно попадает на прослушивание. Он непреднамеренно впечатляет Дабни Шоу свой вспышкой раскаяния по системе Станиславского; Дабни берёт Гарри в Лос-Анджелес на пробы на роль частного детектива. На голливудской вечеринке Гарри встречает Перри ван Шрайка (Вэл Килмер), открытого гея-частного детектива, нанятого, чтобы поделиться с Гарри опытом для будущих съёмок. Хозяин вечеринки Харлан Декстер - актёр в отставке, который недавно разрешил спор по поводу наследства своей жены со своей давно пропавшей дочерью Вероникой. Гарри также встречает свою детскую любовь Хармони Лэйн (Мишель Монаган), но просыпается в постели с её враждебной подругой.
Во время наблюдения на озере Биг-Бэр Перри и Гарри становятся свидетелями того, как в озеро сбрасывают машину. Их замечают два бандита. Перри понимает, что в багажнике кто-то есть, и пытается спасти его, но случайно попадает в женщину в багажнике. Они не могут сообщить о теле, потому что выяснится, что Перри убил её.
Хармони связывается с Гарри, объясняя, что её сестра Дженна приехала в Лос-Анджелес, использовала кредитные карты Хармони, а затем предположительно совершила самоубийство. Полагая, что Гарри детектив, Хармони просит его расследовать смерть Дженны. После того, как Хармони уходит, Гарри обнаруживает труп с озера в своей ванной комнате. Гарри и Перри выбрасывают труп, позже полиция опознала труп как Веронику Декстер. Гарри обнаруживает, что для того, чтобы нанять Перри для наблюдения у озера, использовали кредитную карту Хармони. Это связывает Дженну с их делом. Гарри идет к Хармони, которая случайно хлопает дверью по пальцу, отрезая его.
На вечеринке, где работает Хармони, бандиты с озера (мистер Сковорода и мистер Огонь) избили Гарри и приказали ему прекратить расследование. Отвозя Гарри в больницу, Хармони видит, как головорезы направляются к последнему месту наблюдения Перри. Понимая, что Перри направляется в ловушку, Хармони оставляет Гарри в своей машине и бежит, чтобы предупредить Перри. Мистер Сковорода убит вооруженным продавцом еды. Девушка с розовыми волосами, связанная с головорезами, крадет машину Хармони и невольно ведёт Гарри без сознания (от обезболивающего) к себе домой. Мистер Огонь приходит и убивает её; Гарри забирает пистолет и убивает мистера Огня.
Хармони встречает Гарри в его отеле, где рассказывает, что много лет назад рассказала Дженне, что Харлан Декстер был её настоящим отцом в надежде, что уменьшит её боль после сексуального насилия со стороны отца. Гарри и Хармони оказываются в постели, но как раз перед тем как что-либо случится, Хармони рассказывает, что когда-то спала с лучшим другом Гарри, и Гарри выставляет её за дверь.
После того, как Хармони исчезает в поисках подсказки по делу, Гарри и Перри исследуют частную психиатрическую больницу, принадлежащую Харлану. Перри понимает, что Вероника была помещена в больницу Харланом, чтобы самозванка смогла положить конец вражде из-за наследства. Гарри непреднамеренно убивает нападавшего, но их захватывает Харлан, который сообщает, что планирует кремировать труп своей дочери, чтобы уничтожить все оставшиеся доказательства. Гарри звонит Хармони, которая на самом деле не исчезла, а просто пошла на работу. Хармони крадёт фургон, в котором перевозят труп. Гарри и Перри сбегают, но Хармони разбивает фургон. Завязывается перестрелка, в которой Перри и Гарри были ранены одной и той же пулей; затем Гарри удаётся убить Декстера и его трёх головорезов.
Проснувшись в больнице, Гарри обнаружил, что Перри выжил, и с Хармони всё в порядке. Перри рассказывает, что Дженна покончила с собой. Дженна нашла Харлана, считая его своим настоящим отцом. Она случайно стала свидетелем того, как он занимался сексом с самозванкой Вероники, девушкой с розовыми волосами. Полагая, что её новый «отец» также занимался инцестом, Дженна наняла Перри поймать его на месте преступления, а затем покончила с собой.
Перри возвращается в родной город Хармони и навещает её отца, который теперь прикован к постели и беспомощен. Перри говорит, что отец был «большим крутым парнем» только когда он насиловал столь же беспомощную Дженну.
Гарри заканчивает своё повествование, говоря, что он завершает фильм, теперь работает на Перри, и благодарит зрителей за просмотр.

## В ролях
| Актёр                | Роль                        |
| -------------------- | --------------------------- |
| Роберт Дауни-младший | Гарри Локхарт               |
| Вэл Килмер           | Перри ван Шрайк             |
| Мишель Монаган       | Хармони Фэйт Лейн           |
| Корбин Бернсен       | Харлан Декстер              |
| Ларри Миллер         | Дабни Шоу                   |
| Шэннин Соссамон      | девушка с розовыми волосами |
| Али Хиллис           | Марли                       |

## Прокат
Кассовые сборы в США составили 4 243 756 долларов, в мировом прокате — 15 785 148 долларов.